# Кларк, Карл

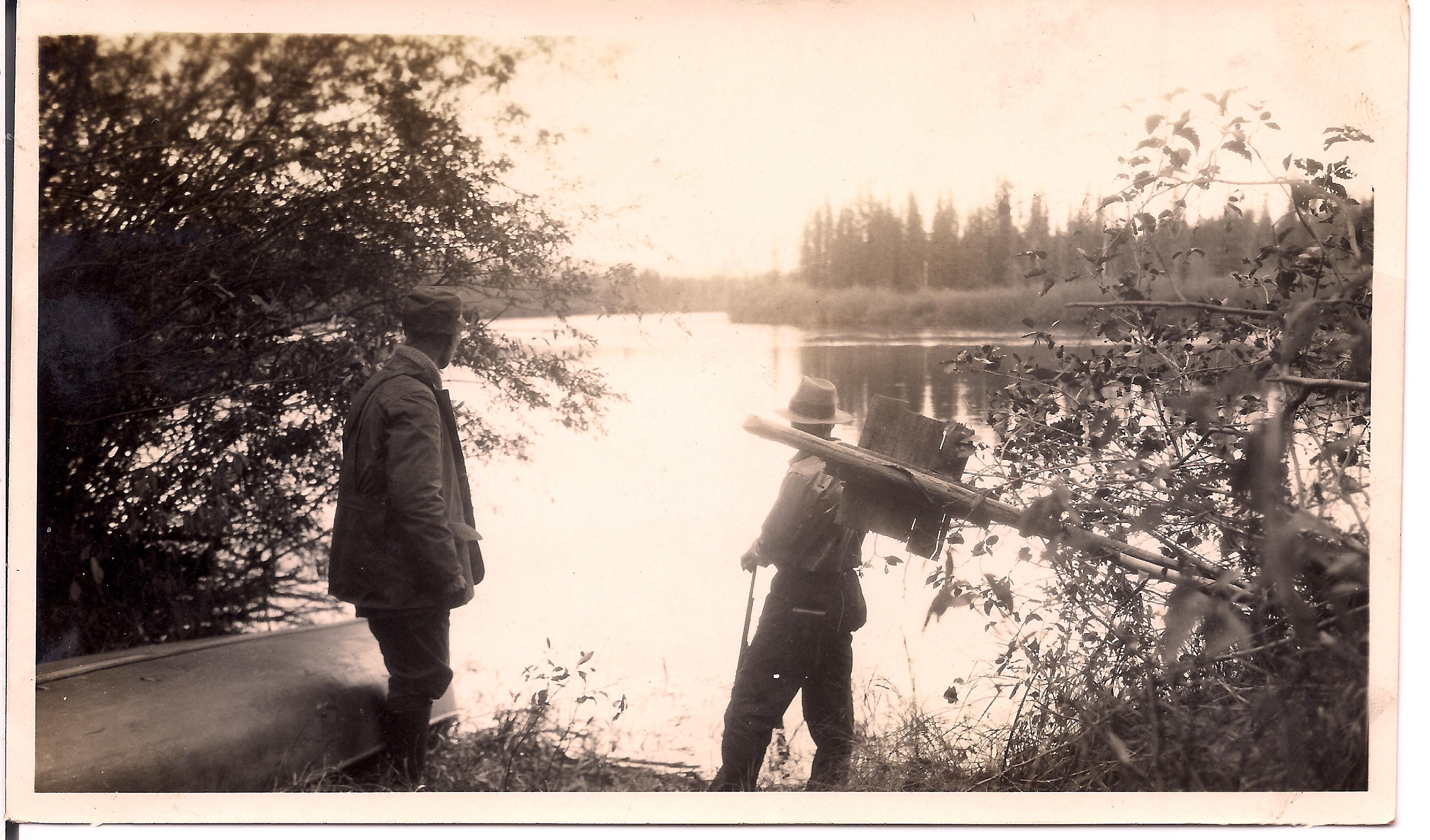
Доктор Кларк вместе с гидом на берегу реки Атабаска. 1920-е

Карл Кларк (1888, Джорджтаун, штат Онтарио — 1966) — канадский химик.

## Биография
Высшее образование он получил в Макмастерском университете, а в 1915 году в университете Иллинойса он получил степень доктора химических наук.
Исследовал проблему переработки нефтеносных песков Канады. Для изучения способов разработки песков правительство провинции Альберта в 1921 году основало Совет научных и промышленных исследований, одним из первых членов которого стал Карл Кларк, а его основной задачей было найти эффективный способ переработки нефтяных песков. В 1923 году он со своим коллегой Сидни Блэром построил экспериментальный завод по переработке нефтяного песка. Производительность завода — до 85 тонн исходного вещества в год. В 1925 году Карл Кларк разработал эффективный способ извлечения нефти из нефтяных песков с помощью горячей воды и химических реагентов, который он запатентовал в 1929 году.